# 코논 (아테네)

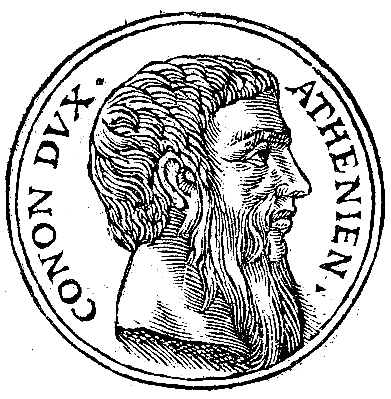
기욤 루이예의 위인전기 모음집의 코논

코논(고대 그리스어: Κόνων, Conon, 기원전 444년경 – 기원전 392년)은 펠로폰네소스 전쟁 말기에 고대 아테나이 해군을 이끈 제독이다. 그는 펠로폰네소스 함대와 결정적인 아이고스포타미 전투에서 패배를 했고, 이후 코린토스 전쟁을 통해 아테나이의 정치력과 군사력을 복원하는데 중요한 기여를 했다.

## 생애
부유한 명문 출신으로, 기원전 414년에서 코린트 만 입구의 요지 나우파크토스에 주재하는 전대를 지휘한 이후 각지를 전전했다. 기원전 406년에 포위를 풀기 위해 뮈틸레네를 구원하러 출동했다. 레스보스를 방어하기 위해, 코논은 수적으로 열세인 함대를 이끌고 사모스에서 메팀나 근처의 헤카톤네시 제도로 이동했다. 그러나 스파르타의 칼리크라티다스의 함대에 기습을 당했고, 그는 다시 뮈틸레네로 귀환했는데, 그곳은 스파르타의 칼리크라티다스의 함대에 의해 봉쇄되어 있었다.
시켈리아 원정에서의 전멸의 결과로서 수년간의 패배 이후, 아테나이는 레스보스 근처에서 발발한 아르기누사이 해전에서 승리를 거두었고, 코논의 봉쇄는 깨지게 되었다. 코논을 구출하기 위해 아테나이는 훈련도 제대로 받지 못한 선원들로 채워진 새로 건조된 함선을 소집하였다. 이 조련되지 못한 함대는 스파르타 함대에 비해 열세였지만, 함대 사령관은 새롭고, 독특한 전술로 기대치 못한 승리를 거두었다. 스파르타 군은 참담한 패전을 당했고, 칼리크라티다스도 전사했다.
기원전 405년에 아이고스포타미 전투에서 스파르타의 리산드로스에게 패하고 키프로스의 왕 에우아고라스에게로 달아났다. 역사가 네포스에 따르면 아이고스포타미 전투에서 만약 군사에 정통한 코논이 있었다면 그와 같은 재앙에 빠지지 않았을 것이라고 당시 아테나이 사람들은 말했다고 전한다.
아테나이가 포위되었다는 것을 알고 페르시아 제국의 소아시아 사트라프였던 파르나바조스에게로 몸을 의탁하였고, 파르나바조스의 정적인 티사페르네스를 “페르시아 왕 아르타크세르크세스를 배신하고 스파르타 인과 결탁하고 있다”며 서면으로 탄핵함으로써 왕이 마음을 움직여 티사페르네스를 적으로 선언하고 스파르타와의 전쟁을 결의하게 하였다.
기원전 400년에 스파르타와 페르시아가 전쟁에 돌입하자 그는 페르시아를 도왔고, 기원전 394년에 스파르타 해군을 크니도스에서 물리쳤다. 그 후, 섬과 연안의 여러 도시 국가를 회항하며 스파르타 책임자들을 추방했다. 파르나바조스와 함께 스파르타에 원정을 떠난 이듬해 아테나이에 귀국하여 파르나바조스가 조달한 자금으로 리산드로스에게 파괴된 성벽을 재건하였다. 기원전 392년에 스파르타가 페르시아에 접근하는데 맞서 페르시아의 장군 티리바조스에게 사절로 파견되었다. 그런데 페르시아 왕과 무관하게 스파르타 측으로 전향한 티리바조스가 체류해 있던 사르디스에서 붙잡혔고, 탈출했지만 곧 죽음을 맞이하게 되었다.

## 참고 문헌
- 크세노폰의 《헬레니카》
- 디오도로스 시켈로스의 《비블리오테카 히스토리카》- 『ギリシア史１』 京都大学学術出版会
- 코르넬리우스 네포스의 《영웅전》『叢書アレクサンドリア図書館　英雄伝』 国文社, 1995년